# ジョージ・アーリス
ジョージ・アーリス（George Arliss、1868年4月10日 - 1946年2月5日）は、英国の俳優。第3回アカデミー賞（1929 - 1930年）男優賞を受賞。

## プロフィール
ロンドン生まれ。本名ジョージ・オーガスタス・アンドルース（George Augustus Andrews）。18歳で初舞台を踏んだ後、英国演劇界で長いキャリアを積んだアーリスは、米国巡業にもしばしば出かけた。1908年、『悪魔』のニューヨーク公演で初の主役を務め、1921年にこの『悪魔』が映画化されたときにも主役として出演した。ハリウッドのニュー・フェイスとしては、いささか年を取りすぎていると思われたが、トーキー映画でのデビュー作『ディズレーリ』（1929年）でアカデミー主演男優賞に輝き、ハリウッドでも大スターになった。「スクリーン最初の紳士」と呼ばれた。
『ディズレーリ』は19世紀初頭のイギリスの政治家、小説家であったベンジャミン・ディズレーリの物語であるが、アーリスは歴史上の人物を演じることが多く、王の側近、政治家、インドの王侯貴族、風変わりな富豪など、重要な役どころで真価を発揮した。また、浮浪者を見事に演じてみせる一面もあった。
英国人として最初にアカデミー賞を獲得した人物として知られている。また、ベティ・デイヴィスを発掘し、育成した人物でもあった。

## 主な日本公開作品
- 悪魔 - The Devil (1921年) - アーリス初の映画出演作。モルナール・フェレンツ原作。
- 平民宰相 - Disraeli (1921年)
- 不尽の熱火 - The Ruling Passion (1922年)
- 緑の女神 - The Green Goddess (1930年)
- 千萬長者 - The Millionaire (1931年)
- ロスチャイルド - The House of Rothschild (1934年)
- 風雲の欧羅巴 - The Iron Duke (1934年)